# ISO 3166-2:BI
ISO 3166-2 données pour le Burundi
- Sources de la liste : voir section « Historique des mises à jour » ci-dessous
- Sources des codes : secrétariat ISO/TC 46/WG 2 ; ISO 3166/MA

## Provinces (17)fr:province
Tableau à jour au 17 septembre 2014
| Code ISO 3166-2 | Subdivisions du Burundi      | Subdivisions du Burundi |
| Code ISO 3166-2 | Nom français                 |                         |
| --------------- | ---------------------------- | ----------------------- |
| BI-BB           | Province de Bubanza          |                         |
| BI-BM           | Province de Bujumbura Mairie |                         |
| BI-BL           | Province de Bujumbura Rural  |                         |
| BI-BR           | Province de Bururi           |                         |
| BI-CA           | Province de Cankuzo          |                         |
| BI-CI           | Province de Cibitoke         |                         |
| BI-GI           | Province de Gitega           |                         |
| BI-KR           | Province de Karuzi           |                         |
| BI-KY           | Province de Kayanza          |                         |
| BI-KI           | Province de Kirundo          |                         |
| BI-MA           | Province de Makamba          |                         |
| BI-MU           | Province de Muramvya         |                         |
| BI-MY           | Province de Muyinga          |                         |
| BI-MW           | Province de Mwaro            |                         |
| BI-NG           | Province de Ngozi            |                         |
| BI-RT           | Province de Rutana           |                         |
| BI-RY           | Province de Ruyigi           |                         |

## Historique des mises à jour
Les modifications/compléments suivant concernant le Burundi ont été publiés par le service de maintenance de l'ISO 3166 :
| Bulletin                               | Date             | Nature des mises à jour                                          | Détail des mises à jour |
| -------------------------------------- | ---------------- | ---------------------------------------------------------------- | --- |
| ISO 3166-2:2002-12-10 bulletin no I-4  | 10 décembre 2002 | Ajout d'une province                                             | Subdivisions ajoutée : BI-MW Province de Mwaro |
| ISO 3166-2:2010-06-30 bulletin no II-2 | 30 juin 2010     | Mise à jour de la structure administrative et de la liste source | Subdivisions ajoutées : BI-BM : Province de Bujumbura Mairie BI-BL : Province de Bujumbura Rural Subdivisions supprimées : BI-BJ Province de Bujumbura |